# 伊西利
伊西利（義大利語：Isili），是意大利撒丁大区南撒丁省的一个市镇。总面积67.93平方公里，人口3013人，人口密度44.4人/平方公里（2009年）。ISTAT代码为092114。